# Sandra Krolik
Sandra Krolik (* 14. März 1968 in Wuppertal) ist eine deutsche Schauspielerin.

## Leben und Wirken
Nach dem Abitur 1987 in Wuppertal absolvierte Sandra Krolik von 1988 bis 1991 ihre Schauspielausbildung an der Schauspielschule Genzmer in Wiesbaden. 1995 folgte eine Ausbildung beim Hollywood Acting Workshop in Los Angeles und 1998 bis 2001 eine Ausbildung an der Internationalen Filmschule in Köln. Als Schauspielerin kennt man sie aus der ProSieben-Serie Glückliche Reise oder aus dem Kinofilm Schiri im Abseits. Neben der Fernseharbeit widmete und widmet sie sich auch immer wieder dem Theater. Für die Komödie Düsseldorf spielte sie 1992 in Otello darf nicht platzen. Im Kleinen Theater Bonn sah man sie in den folgenden Jahren beispielsweise in Amadeus (1995), Wochenend-Komödie (2006), Anna Karenina (2013) und Das Haus am See (2014). 2016 gab sie in der Inszenierung der Landesbühne Rheinland-Pfalz die Prudence in der Kameliendame.
Sandra Krolik lebt seit 2003 in Bonn.

## Filmografie
- 1992: Glückliche Reise (Fernsehserie, 12 Folgen)
- 1997: Weißblaue Wintergeschichten (Fernsehserie, 1 Folge)
- 1998: T.V. Kaiser (Fernsehserie, 1 Folge)
- 2001: Verbotene Liebe (Fernsehserie, 1 Folge)
- 2007: Schiri im Abseits
- 2010: Der magische Umhang (Kurzfilm)